# Alexandru Papană
Alexandru Papană (Bucarest, 18 ottobre 1906 – 17 aprile 1946) è stato un bobbista rumeno.

## Biografia
Viene ricordato come vincitore di una medaglia d'oro nella sua disciplina, vittoria ottenuta ai campionati mondiali del 1933 (edizione tenutasi a Szklarska Poręba, Polonia) insieme al connazionale Dumitru Hubert. Nell'edizione l'argento andò alla Cecoslovacchia, il bronzo alla Germania. Ai mondiali del 1934 vinse una medaglia di bronzo.
Si sposò due volte: con Dina nel 1938 ed in seguito con Jean Hacker il 30 aprile 1945.